# Яґанська мова
Яґанська мова, також Я́мана (Tequenica, Yagán, Yaghan, Yahgan, Yámana) — мертва індіанська мова аборигенів яґанів, що мешкали в гамлеті Укіка, міста Пуерто-Уільямс на острові Наварино в Чилі, а також на крайньому півдні острова Вогняної Землі в Аргентині. Не має подібностей до жодної іншої мови світу, тому була класифікована як ізольована.

## Яґанська мова
В 1946 р. на яґанській розмовляло не менш за 60 осіб. Ямана мала до 5 діалектів. В останні десятиліття XX століття в Аргентині мова буквально зникла. Після смерті 84-літньої носія Еміліни Акунья (1921 — 12.10.2005) лишався єдиний носій — її невістка Христина Калдерон (нар. 24 травня 1928 р.), яка жила в поселенні Укіка (о. Наварино) в Чилі, що померла в 2022 році. Кальдерон (частіше називали просто Абуела — бабуся) разом із своєю онучкою Христиною Заррага та сестрою Урсулою видала в 2005 році книгу Hai Kur Mamashu Shis («Хочу розповісти вам
історію»), в якій зібрані яґанські казки, які розповіли їй представники старших поколінь племені.
З 2022 року мова є мертвою, до того більшість лінгвістів схилялись до думки, що мова є мертвою (де-юре), та попри це поки був живий останній носій, вона вважалась живою (де-факто). Так на 2002 рік яґанами за етнічністю вважали себе до 1690 осіб, проте вони всі розмовляли лише іспанською.